# Flickblomflugor (Melangyna)
Flickblomflugor (Melangyna) är ett släkte i familjen blomflugor. Även släktena Meligramma och Meliscaeva har det svenska namnet flickblomflugor. 

## Kännetecken
Längden är mellan 6 och 11 millimeter för de nordiska arterna. Ansiktet är gult med svart mittstrimma eller är ibland helt svart. Antennerna är korta och svarta. Ögonen är nakna eller har kort knappt synlig behåring. Bakkroppen har oftast tre par ovala gula fläckar, men de kan ibland vara reducerade. Även helsvart bakkropp kan förekomma.

## Levnadssätt
Larverna lever på bladlöss på träd och buskar och storvuxna örter. De är goda flygara och arterna har ofta stora utbredningsområden.

## Utbredning
Det finns 33 kända arter varav drygt 20 har palearktisk utbredning och 7 finns i Nordamerika och 7 i den australiska regionen.

### Arter i Norden
I Norden är 9 arter påträffade, varav 8 i Sverige.
| Svenskt namn           | Vetenskapligt namn | Auktor            | Utbredning i Norden                                                                    |
| ---------------------- | ------------------ | ----------------- | -------------------------------------------------------------------------------------- |
| arktisk flickblomfluga | M. arctica         | Zetterstedt, 1838 | I fjällen och områden norr om polcirkeln                                               |
| aprilflickblomfluga    | M. barbifrons      | Fallén, 1817      | Sverige, Finland, Danmark och södra Norge. Vanligast i Mälardalen och på östra Jylland |
| fjällflickblomfluga    | M. coei            | Nielsen, 1971     | fjällen                                                                                |
| matt flickblomfluga    | M. compositarum    | Verrall, 1873     | Större delen av Norden. Den vanligaste arten i släktet.                                |
| ljungflickblomfluga    | M. ericarum        | Collin, 1946      | Sällsynt i fjällområden i södra Norge. Ej i Sverige.                                   |
| hårig flickblomfluga   | M. lasiophthalma   | Zetterstedt, 1843 | Hela Norden (även Island).                                                             |
| silverflickblomfluga   | M. lucifera        | Nielsen, 1980     | Ett fåtal fynd i Sverige, Norge och Finland.                                           |
| marsflickblomfluga     | M. quadrimaculata  | Verrall, 1873     | Ett fåtal fynd i södra Norden.                                                         |
| blank flickblomfluga   | M. umbellatarum    | Fabricius, 1794   | Större delen av Norden, lokalt ganska vanlig.                                          |

## Systematik
Släktena Meligramma och Fagisyrphus raknas ibland till detta släktet.

## Etymologi
Det vetenskapliga namnet Melangyna betyder svart hona på grekiska.

## Dottertaxa till flickblomflugor, i alfabetisk ordning[2][3]
- Melangyna abietis
- Melangyna ambustus
- Melangyna arctica
- Melangyna arsenjevi
- Melangyna barbifrons
- Melangyna basarukini
- Melangyna cincta
- Melangyna cingulata
- Melangyna coei
- Melangyna collatus
- Melangyna compositarum
- Melangyna damastor
- Melangyna dichoptica
- Melangyna ericarum
- Melangyna evittata
- Melangyna fisherii
- Melangyna grandimaculata
- Melangyna guttata
- Melangyna heilongjiangensis
- Melangyna hwangi
- Melangyna jacksoni
- Melangyna kolomyietzi
- Melangyna labiatarum
- Melangyna lasiophthalma
- Melangyna lucifera
- Melangyna macromaculata
- Melangyna novaezelandiae
- Melangyna ochreolinea
- Melangyna olsujevi
- Melangyna pavlovskyi
- Melangyna qinlingensis
- Melangyna quadrimaculata
- Melangyna remota
- Melangyna sellenyi
- Melangyna sexguttata
- Melangyna stackelbergi
- Melangyna subfasciata
- Melangyna triangulifera
- Melangyna tsherepanovi
- Melangyna umbellatarum
- Melangyna vespertina
- Melangyna viridiceps
- Melangyna xiaowutaiensis